# Ponts de Llanars
Els Ponts de Llanars són els ponts del municipi de Llanars (Ripollès). Almenys dos d'aquests ponts formen part de l'Inventari del Patrimoni Arquitectònic de Catalunya.

## Pont d'Espinauga
El Pont d'Espinauga és una obra popular inventariada. És un pont de pedra d'un arc, amb baranes i plà. Va ser reconstruït. És sobre el riu Ter.

## Pont de Llanars

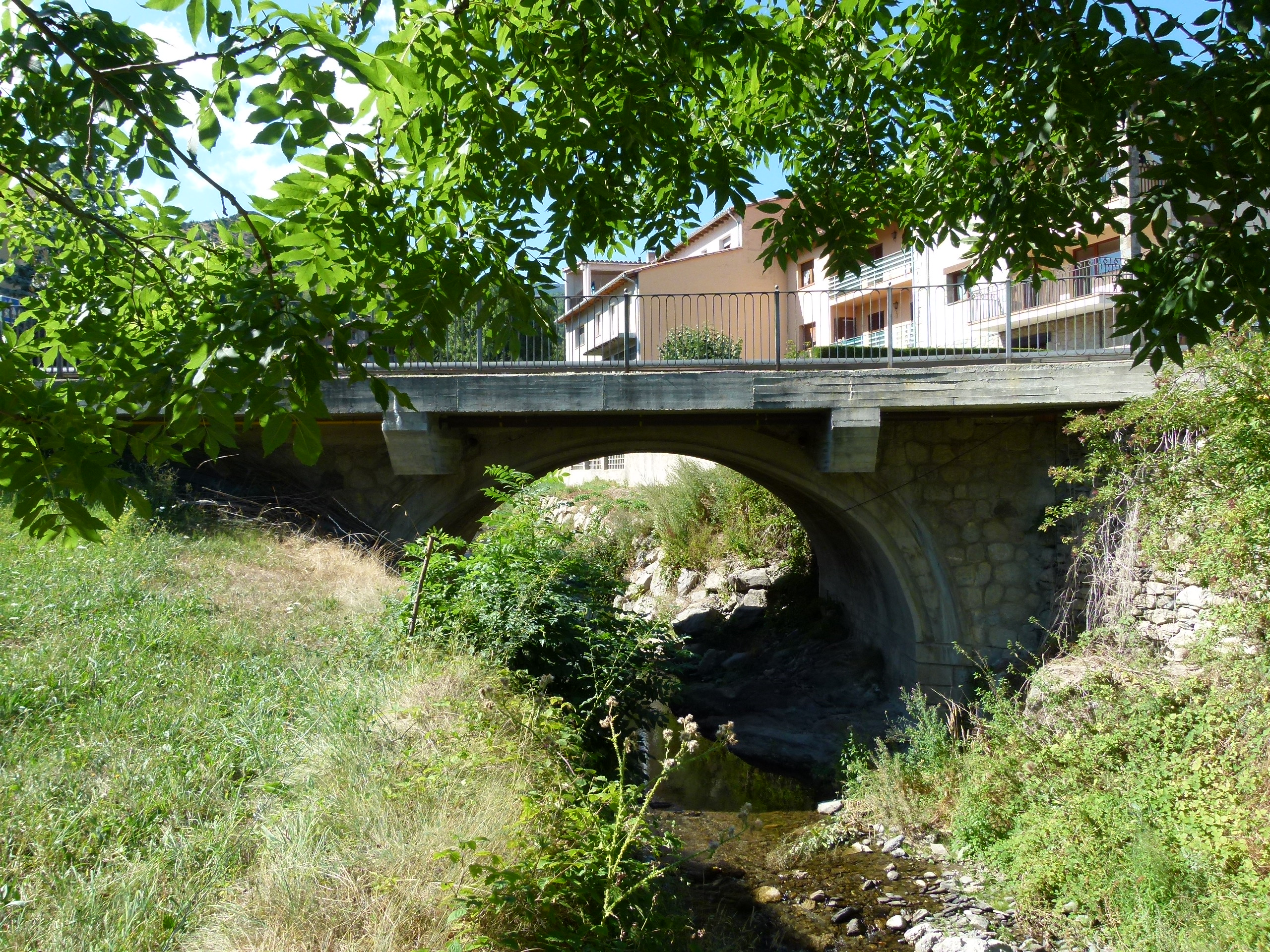
Pont de Llanars

El Pont de Llanars és una obra popular inventariada sobre la Ribera de Faitús, afluent del Ter. És un antic pont de pedra d'un sòl arc.